# 嘉湖海逸酒店

嘉湖海逸酒店標誌

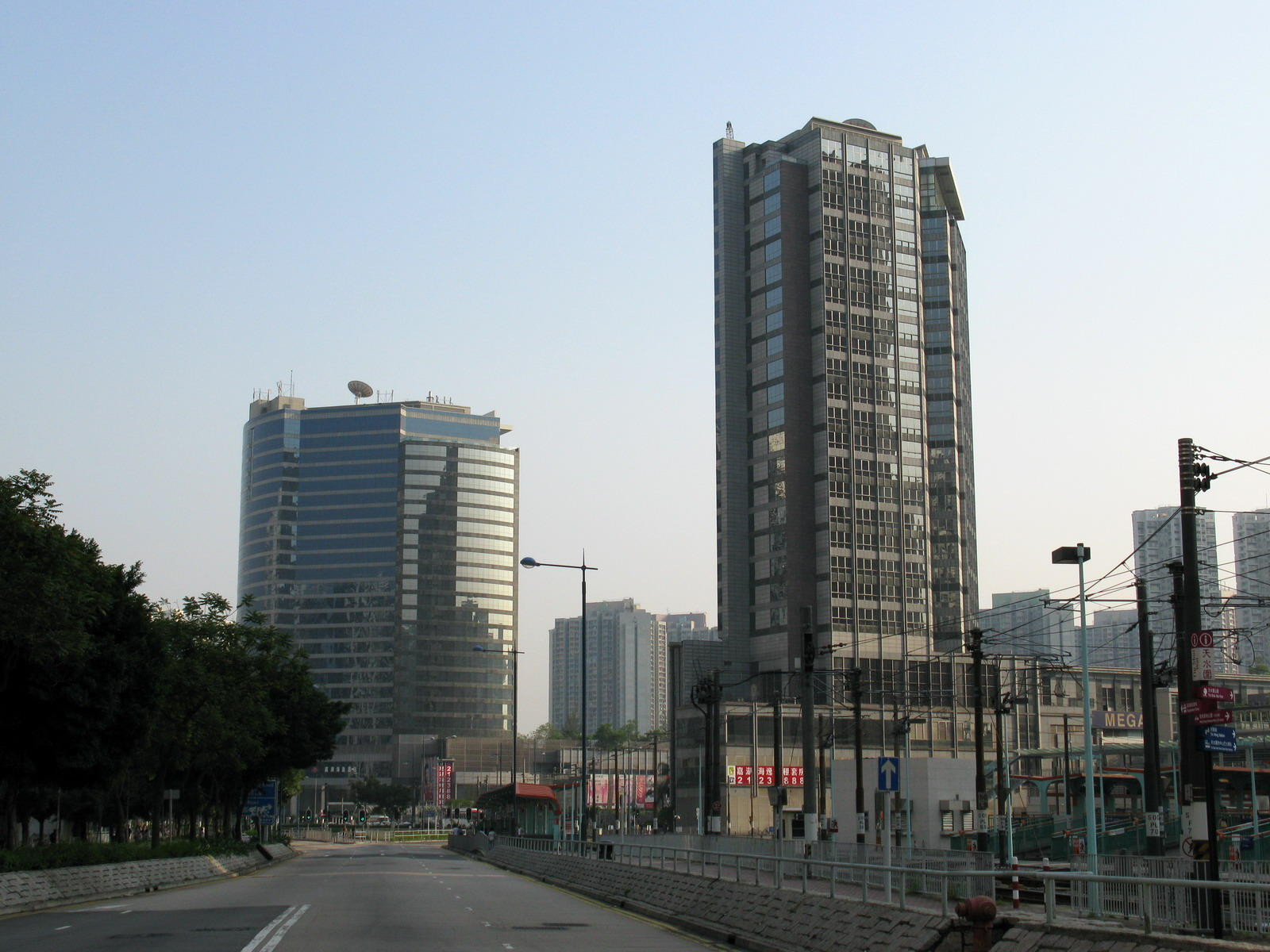
嘉湖海逸酒店

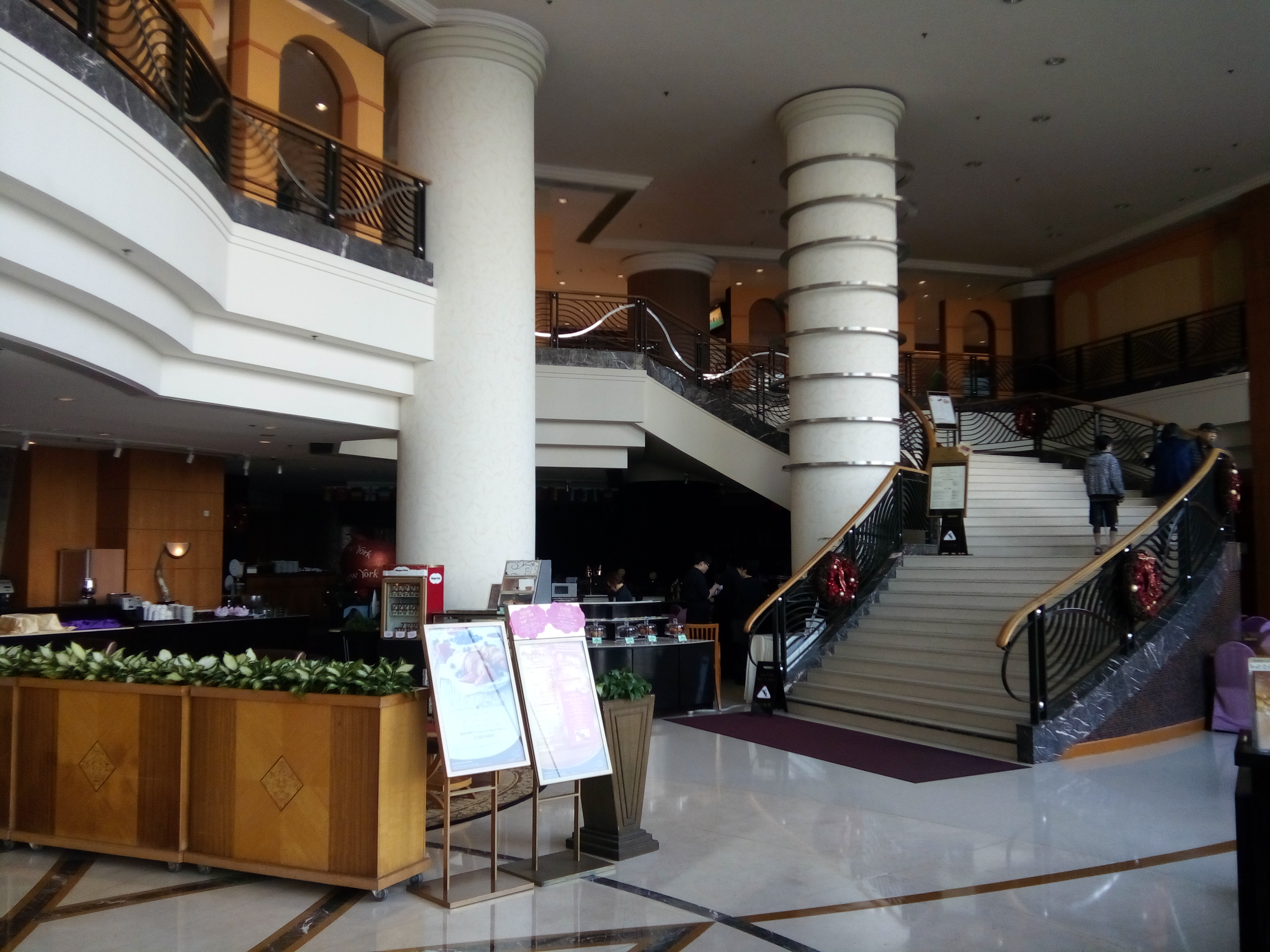
嘉湖海逸酒店大堂

嘉湖海逸酒店（英語：Harbour Plaza Resort City）為長江實業及海逸國際酒店集團旗下的一間五星級度假酒店。位於香港新界元朗區天水圍天恩路12及18號，即天水圍新市鎮規模最大型的商場──+WOO 嘉湖之上蓋，屬於嘉湖山莊第4期。酒店於1999年11月1日落成，2000年元旦正式開業。酒店共提供1,102個房間。

## 設施
- 酒店地下曾經有不同經營者開設特色餐廳，但現在都已經結業。包括千杯廊（又名李白吧）、設有現場樂隊演奏的紐約吧、提供四川菜的華逸軒（現址為潮潮居，由第三方經營）和提供自助餐飲的馬戲咖啡廊（現為酒店自營全日餐廳，名為紐約紐約）[1]。
- 設有三間食肆及多用途宴會廳，另設有健身中心、網球場及高爾夫練習場、露天泳池、按摩美容中心、桑拿及蒸汽浴室等。
- 酒店第一期樓下設有區內唯一一間星巴克連鎖咖啡店。
- 酒店位於置富嘉湖上蓋，該廣場面積達600,000平方尺，為全區最大的商場。商場內設有戲院，多間不同類型的商店和食肆。

## 資料
酒店分為兩期，兩期共有1,102個客房。
- 第一期（天水圍天恩路12號）：於1999年11月落成，為一間服務式住宅。
- 第二期（天水圍天恩路18號）：於2000年1月落成，為一間五星級酒店，所有客房均備有客廳、飯廳及小廚房。

## 改建
2019年1月8日，長實集團向城規會申請將酒店改建為兩座樓高53層住宅大廈，每座分別樓高53層，包括2層地庫及1層空中花園，並擬放寬總樓面面積限制，現時酒店的總樓面面積為135,000平方米，申請人亦申請將總樓面面積放寬限制至185,571平方米，即近200萬呎。項目預計可提供5,000個單位，項目單位平均面積為300方呎。其中一座住宅大廈每層設54伙、並設10部升降機。
地庫提供980個私家車車位，而原於酒店平台位置的置富嘉湖商場第一、二期商場則會保留。長實稱重建作住宅發展符合政府增加住宅供應的政策。
在諮詢期屆滿後，城規會共收到249份意見書，大部分意見都反對有關申請。原因包括納米單位不理想，加劇交通和社區配套負擔，以至屏風樓設計加劇空氣污染。
2020年12月18日，城規會未有理會大量的反對意見，在附帶條件下批准長實改劃天水圍嘉湖海逸酒店，項目地段地盤面積約30萬方呎，計劃興建成兩幢53層高（包括2層地庫及1層隔火層）的綜合物業，住宅總可見樓面增加至逾150萬方呎，提供5000伙平均面積約300方呎單位，每層設54個單位，而非住宅則以1.66倍發展涉約49.86萬方呎樓面。
2022年6月，長實集團再就天水圍嘉湖海逸酒店向城規會遞交新方案，建議把現有的酒店大樓整體改裝作住宅，提供1102個私人住宅單位。長實發言人表示，最新的規劃申請，可為該項目提供另一個發展方案選項。最新方案較2020年底獲批的重建方案5,000伙單位，大幅減少3898伙（約78%）。酒店的地面層和一樓改為商業用途，而現時設於基座的置富嘉湖商場第一、二期則會保留，整個發展項目的總樓面面積約116.32萬方呎。到同年10月14日，城規會在有附帶條件下批准有關申請，但同時指日後發展上申請契約修訂，有機會需要支付補地價費用。

## 外部連結
- 嘉湖海逸酒店 （页面存档备份，存于）
- 海逸國際酒店集團 （页面存档备份，存于）
- 置富嘉湖